# Освіта в Ліхтенштейні
Система освіти в Ліхтенштейні багато в чому подібна до швейцарської системи освіти.
Завдяки численним угодам держави із сусідніми Австрією та Швейцарією діти можуть навчатися в усіх навчальних закладах цих країн. Отримані дипломи взаємно визнаються і приймаються.
| Тип освіти        | Школа/рівень                                                                     | Клас | Вік, років | Кількість років | Примітки |
| ----------------- | -------------------------------------------------------------------------------- | ---- | ---------- | --------------- | --- |
| Початкова         | Початкова школа (нім. Primarschule) / початковий                                 | 1-5  | 6-11       | 6               | Сертифікат / диплом: сертифікат 5-го класу |
| Середня           | Середня школа; Реальна школа / середній                                          | 6-10 | 11-15      | 4               | Сертифікат / диплом: атестаційний сертифікат середньої школи; атестаційний сертифікат реальної школи |
| Середня           | Гімназія (нижній рівень) / середній                                              | 6-9  | 11-14      | 3               | |
| Середня           | Добровільний 10-й рік школи для учнів гімназії (нім. Freiwilliges 10. Schuljahr) | 10   | 16-17      | 1               | Сертифікат / диплом: атестаційний сертифікат |
| Додаткова середня | Гімназія (верхній рівень) / додаткова                                            | 10   | 15-18      | 4               | Сертифікат / диплом: атестат (нім. Maturazeugnis) |
| Професійна        | Середня спеціальна школа (нім. Berufsmittelschule)                               |      | 19-21      | 2               | Здобуваючи середню спеціальну освіту, учні розвивають власні теоретичні знання та практичні навички, здобуті у процесі професійної підготовки. Залежно від власних вподобань та професійних цілей, учень може обрати один із чотирьох напрямів підготовки: - Дизайн - Інформаційні та комунікаційні технології - Інженерія - Бізнес По завершенні навчання учні отримують атестат про середню спеціальну освіту, який надає їм право для продовження навчання у вищих навчальних закладах Ліхтенштейну та Австрії, а також в університетах прикладних наук Швейцарії |
| Вища              | Бакалаврат                                                                       |      |            |                 | |
| Вища              | Університет / вища освіта                                                        |      |            |                 | |
| Вища              | Магістр                                                                          |      |            |                 | наступних ступенів: магістр мистецтв; магістр ділового адміністрування (підприємництво); магістр наук (банківський та фінансовий менеджмент, бізнес-інформаційних систем) |
| Вища              | Доктор                                                                           |      |            | 2               | |

## Початкова освіта
Освіта базується на принципах римо-католицької церкви та перебуває під контролем уряду. Діти, що досягли 6-річного віку, йдуть до школи та проводять там 12 років.
У теперішній шкільній системі, запровадженій у 1929 році, відбулися кардинальні реформи на початку 1970-х років. У 1974 році тривалість обов'язкового початкового періоду відвідування школи було знижено з восьми до п'яти років — діти йшли до початкової школи у 7 років, а закінчували її у 12.
На відміну від 5-річної початкової школи, навчання у дитячому садочку, відкритому для дітей віком від 5 до 7 років, не є обов'язковим.

## Середня освіта
Середня освіта ділиться на три напрями:
- середня школа;
- реальна школа, яка пропонує професійну, а у деяких закладах, початкову університетську освіту;
- гімназію, яка провадить восьмирічну програму підготовки учнів до навчання в університеті, із поглибленим вивченням будь-яких класичних та гуманітарних предметів або економіки та математики.

Ліхтенштейн також має вечірнє технічне училище, музичну школу та дитячий педагогічної-побутовий гурток.

## Професійна підготовка
Система професійної підготовки у Князівстві Ліхтенштейн надає щорічно 330 випускникам (70-75% від загальної кількості учнів) можливість отримання професії. 700 підприємств держави пропонують навчання за 80 різними напрямками, яке зазвичай триває від 3-х до 4-х років. Витрати держави на професійне навчання складають від 8 до 10 мільйонів швейцарських франків на рік.

## Вищі навчальні заклади
Доки Ліхтенштейн не мав власних вищих навчальних закладів, абітурієнти продовжували свою освіту в університетах за кордоном, переважно у Німеччині (наприклад, у Тюбінгенському університеті), Австрії та Швейцарії.
- Вища школа Ліхтенштейну, інша назва — Університет Ліхтенштейну (нім. Universität Liechtenstein; англ. University of Liechtenstein) міжнародно визнаний навчально-дослідницький центр, є найстарішим та єдиним державним вищим навчальним закладом князівства.

- Приватний університет Ліхтенштейну, інша назва — Університет гуманітарних наук Ліхтенштейну (нім. Private Universität im Fürstentum Liechtenstein; англ. University for Human Sciences in the Principality of Liechtenstein) складається із медичного та юридичного факультетів; має право на присудження ступенів доктора наук.

- Міжнародна академія філософії (нім. Internationale Akademie für Philosophie; англ. International Academy of Philosophy) є приватним навчальним закладом і пропонує програми одержання дипломів магістра і доктора філософських наук. Дипломи визнаються Німеччиною і Австрією як еквівалент дипломів цих країн.

- Інститут Князівства Ліхтенштейн (нім. Liechtenstein-Institut; англ. Liechtenstein Institute) є науково-дослідним і навчальним центром з питань законодавства, політичних наук, економіки та історії Князівства Ліхтенштейн.

## Державна підтримка студентів

### Стипендії
Держава зацікавлена у високому рівні освіти своїх громадян і підтримує їх прагнення до навчання, надаючи різні стипендії та позики. Право на підтримку ґрунтується на громадянство і типі освітньої програми. Рішення приймається Комісією зі стипендій, яка діє відповідно до Закону про надання державної підтримки на освіту.

### Програми обміну
Князівство Ліхтенштейн надає можливість своїм студентам брати участь у програмах Європейського співтовариства з професійного навчання. Це, в першу чергу, програми MOJA, Echange, FAMOUS і CEDEFOP. Спеціально створений Центр з професійного навчання (The Vocational Guidance Center) спільно з Центром планування кар'єри (Career Information Center) пропонує студентам широкий спектр послуг консультаційного характеру, що допомагають їм обрати професію до душі і знайти шляхи продовження навчання.
Одночасно з приєднанням Князівства Ліхтенштейн до Європейського економічного простору у 1995 році, країна почала брати участь у освітній програмі обміну Socrates. У 1999 році рішенням Уряду країни цю участь було продовжено ще на 7 років. Програма дає незвідані раніше можливості мовного та культурного обміну, що допомагають європейським студентам краще дізнатися Князівство Ліхтенштейн, а студентам і викладачам Князівства культуру, традиції та особливості інших народів континенту.